# 清河区 (淮安市)
清河区（せいが-く）は中華人民共和国江蘇省淮安市に位置する市轄区。
市人民政府の所在地は健康西路。

## 歴史
宋代に清河県が設置された。1914年（民国3年）、河北省に同一県名が存在したことから淮陰県と改称された。1951年、県級市に改編される際に清江市とされた。
1983年、淮陰地区が地級市の淮陰市に改編された際、清江市は分割され清浦区と清河区が誕生した。区名は1914年以前にこの地にあった旧県名に由来する。

## 行政区画
- 街道：府前街道、長東街道、淮海街道、水渡口街道、長西街道、柳樹湾街道、白鷺湖街道、広州路街道、枚乗路街道、新港街道、東湖街道、金港路街道、張碼街道
- 郷：鉢池郷、徐楊郷、南馬廠郷